# Arktos: Le voyage intérieur de Mike Horn
Pour plus de détails, voir Fiche technique et Distribution.
Arktos: Le voyage intérieur de Mike Horn est un film documentaire suisse réalisé par Raphaël Blanc, sorti en 2005. 
Le film retrace l'expédition Arktos de Mike Horn autour du cercle polaire.

## Arktos, l'expédition
Après avoir été le premier homme à accomplir le tour de la Terre le long de l’Équateur en 2000, Mike a maintenant changé de latitude : cette fois, il a choisi de rester entre les latitudes 66.5° et 76°.
Pendant 24 mois, il effectue en solitaire et sans moyen de transport motorisé un périple de plus de 20 000 km autour du cercle polaire, traversant l'Europe du Nord, le Groenland, le Canada, l’Alaska et la Sibérie. Il se déplace à pied, à ski, parfois aidé par un kite (cerf-volant), en bateau à voile, en canoë. Il tire derrière lui un traîneau de près de 110 kg en affrontant une multitude de dangers, apprivoisant jour après jour la solitude des plateaux arctiques.
La musique est signée, entre autres, par Phil Collins et Paul Sutin, qui a déjà joué avec le guitariste Steve Howe. 

## Fiche technique
- Titre : Arktos: Le voyage intérieur de Mike Horn
- Réalisation : Raphaël Blanc
- Scénario : Raphaël Blanc
- Musique : 
  - Phil Collins
  - Gareth Cousins (original score)
  - Paul Sutin
- Musique bonus :
  - Saad Sbai
- Photographie : 
  - Mike Horn
  - Raphaël Blanc
  - Stéphane Brasey
  - Jean-Philippe Patthey
- Montage : Charles D. Fischer
- Production : Raphaël Blanc
- Société de production : Artemis Films Productions
- Pays :  Suisse
- Genre : Documentaire
- Durée : 52 minutes
- Dates de sortie :
  -  Suisse : 5 juillet 2005 (Suisse francophone)
  -  Italie : 1er novembre 2005 (Festival international FICTS de Milan)
  -  Canada : 4 novembre 2005 (Banff Mountain Film Festival)
  -  Allemagne : 14 mars 2006

## Distinctions
- Guirlande d'Honneur meilleur documentaire au SPORT MOVIES & TV 2005 - 25th  MILAN INTERNATIONAL FICTS FESTIVAL.
- Prix Adventura - Exploit Humain, du Festival du Film d'Aventure de Montréal, 2005
- Finaliste au Banff Mountain Film Festival (en), 2005
- Sélection officielle au Festival international du film francophone de Namur, 2005
- Sélection officielle au Festival Les Écrans de l'Aventure de Dijon, 2005